# Acels
Els acels (Acoela, gr. "sense cavitat") són un ordre d'acelomorfs que, amb unes 433 espècies, conté la majoria de les espècies d'aquest subfílum.
Són els animals bilaterals més primitius i, com a llinatge basal, els acels proporciona una visió interessants sobre l'evolució i desenvolupament dels primers animals. Els acels solien classificar-se en les platihelmints. Tanmateix, es va separar d'aquest fílum després que les anàlisis moleculars demostressin que havien divergit abans que s'haguessin format els tres principals clades dels bilaterals.

## Característiques
Els acels són cucs aplanats molt petits, normalment de menys de 2 mil·límetres de longitud, però algunes espècies, com ara Symsagittifera roscoffensis, poden arribar fins a 15 mm. Es troben a tot el món en aigües marines i salobres, i solen tenir un estil de vida bentònic, tot i que algunes espècies són epibionts.
Els acels no tenen cavitat general (d'aquí deriva el seu nom). Tampoc tenen un intestí convencional, ja que la boca s'obre directament al mesènquima (la massa de teixit que omple el cos). La digestió s'aconsegueix mitjançant un sincici que forma un vacúol al voltant dels aliments ingerits. No hi ha cèl·lules epitelials que revesteixen el vacúol digestiu, però a vegades hi ha una faringe curta que va des de la boca fins al vacúol. Tots els altres animals bilaterals (a part dels cestodes) tenen un intestí revestit de cèl·lules epitelials. Com a resultat, els acels tenen un cos sòlid.

## Taxonomia

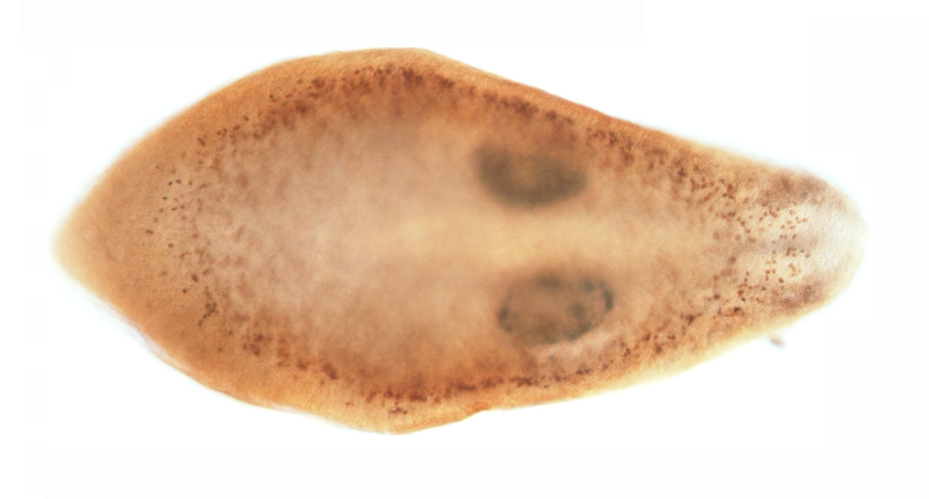
Neochildia fusca (Anaperidae)

Segomns WoRMS els acels es classifiquen així:
- Família Actinoposthiidae Hooge, 2001
- Família Antigonariidae Dörjes, 1968
- Família Antroposthiidae Faubel, 1976
- Família Diopisthoporidae Westblad, 1940
- Família Nadinidae Dörjes, 1968
- Família Paratomellidae Dörjes, 1966
- Família Taurididae Kostenko, 1989
- Subordre Bursalia Jondelius et al., 2011
  - Infraordre Crucimusculata Jondelius et al., 2011
    - Família Dakuidae Hooge, 2003
    - Família Isodiametridae Hooge & Tyler, 2005
    - Família Otocelididae Westblad, 1948
    - Família Proporidae Graff, 1882
    - Superfamília Aberrantospermata Jondelius et al., 2011
      - Família Convolutidae Graff, 1905
      - Família Mecynostomidae Dörjes, 1968

  - Infraordre Prosopharyngida Jondelius et al., 2011
    - Família Hallangiidae Westblad, 1946
    - Família Hofsteniidae Bock, 1923
    - Família Solenofilomorphidae Dörjes, 1968